# DigiCash
DigiCash Inc. è stata una società informatica, attiva nell'ambito della moneta elettronica e della gestione dei pagamenti online. Fu fondata nel 1989 da David Chaum, che impiegò una famiglia di protocolli crittografici da lui ideati per rendere anonime le transazioni nel web. La tecnologia fu implementata nell'anno successivo.
DigiCash dichiarò bancarotta nel 1998 e successivamente le sue attività furono rilevate da eCash Technologies, a sua volta acquisita da Blucora (conosciuta ai tempi come Infospace, Inc.) il 19 febbraio 2002.

## Storia
David Chaum è associato all'invenzione della Blind Signature Technology. Nel 1982, quando era ancora studente a Berkeley, Chaum pubblicò un documento che descriveva lo stesso dell'arte della crittografia asimmetrica e proponeva la tecnologia della Blind Signature, progettata per garantire la completa privacy degli utenti nelle transazioni online. 

Una famiglia di protocolli crittografici da lui ideati  doveva impedire ad una banca o ad un'autorità governativa pubblica di poter tracciare i pagamenti e gli acquisti effettuati su Internet.
In un'intervista del '99, Chaum dichiarò che il progetto e la tecnologia DigiCash erano entrati nel mercato prima della completa integrazione dell'e-commerce all'interno di Internet, non riuscendo a raggiungere un numero adeguato di utenti. Nel '98 DigiCash fallì col chapter 11 e, quattro anni più tardi, l'azienda fu ceduta per singoli asset.

## Tecnologia
DigiCash era una forma di pagamento elettronico anticipato, che richiedeva al software dell'utente di prelevare banconote da una banca e designare specifiche chiavi crittografate prima che potesse essere inviato a un destinatario. Questo progresso della crittografia a chiave pubblica e privata consentiva ai pagamenti elettronici di non essere tracciabili dalla banca emittente, dal governo o da terzi. La creazione di chiavi protette avrebbe impedito a terzi di accedere alle informazioni personali.
L'utente deve scaricare e installare nel proprio terminale il software gratuito multipiattaforma di eCash, che supporta i sistemi operativi MS Windows, MAC e UNIX. Quindi deve aprire un conto corrente in una delle banche aderenti al circuito. Diversamente da altri sistemi di pagamento elettronico, DigiCash non invia messaggi testuali con l'importo e metadati di transazione, ma molteplici equivalenti digitali delle banconote cartacee con un proprio taglio (es. 10, 20, 50 euro) ed un proprio numero di serie pubblico e identificativo.
La Mark Twain Bank, successivamente acquisita dalla banca Mercantile del Missouri, fu l'unica banca americana supportata dai sistemi DigiCash. Deutsche Bank fu il secondo istituto di credito al mondo ad adottare tale sistema.